# Контрабандисты (Доктор Кто)
Контрабандисты (англ. The Smugglers) — двадцать восьмая серия британского научно-фантастического телесериала «Доктор Кто», состоящая из четырёх эпизодов, которые были показаны в период с 10 сентября по 1 октября 1966 года. Ни один эпизод серии не сохранился в архивах Би-би-си, вся серия доступна лишь в виде реконструкции.

## Сюжет
ТАРДИС вместе с новыми компаньонами Беном и Полли прибывают на побережье Корнуолла XVII века. Они встречают обеспокоенного церковного старосту Джозефа Лонгфута, живущего в страхе перед «парнями Эйвери» и тот, в благодарность Доктору за лечение вывиха его пальца, рассказывает зашифрованное сообщение, «Ключ мертвеца»: «Смолбир, Рингвуд, Гарни». Путники уходят на ближайший постоялый двор, а к Лонгфуту приходит Черуб, с которым Джозеф плавал под командованием Эвери на Чёрном альбатросе. Черуб и его командир, Сэмюэль Пайк, командующий Альбатросом после смерти Эвери, хотят получить проклятое золото Эвери. Пайк убеждён, что Лонгфут владеет сокровищем или знает где оно. Когда староста не соглашается на сотрудничество, Черуб убивает его.
Несколькими часами позже тело старосты находят, и всё ведёт к трём незнакомцам на постоялом дворе. Местного сквайра вызывают для вынесения решения, и тот обвиняет Бена и Полли в убийстве. Они используют обман для получения своей свободы и разделяются. Бен прячется в церкви, пока Джозия Блейк, смотрящий местных контрабандистов, не обнаруживает его.
В то же время Черуб с пиратами похищают Доктора на Альбатрос. Доктор пытается договориться с Пайком, и его оставляют на корабле, а Пайк идёт на берег. Пайк решает попытаться и заключает альянс со сквайром для защиты, пока он будет искать сокровища Эвери. Жадный сквайр является организатором местной сети контрабандистом и предлагает присоединить к ним Пайка и пиратов. Их прерывает Полли, пришедшая попросить сквайра помочь ей в поисках Доктора, и её шокирует, когда она видит его в компании Черуба.
Пайк, Черуб и сквайр связывают и затыкают рот Полли и ведут её в церковь, по пути захватывая в плен Бена. Они пытаются убедить Блейка, что Бен и Полли — настоящие контрабандисты. Блейк знает правду, но у него не хватает людей для ареста пиратов, так что он собирается арестовать Бена и Полли. Тем временем Доктор сбегает с корабля и встречает друзей во дворе церкви. Блейк собирается разрушить сеть контрабандистов и уходит.
Альянс контрабандистов разваливается: сквайр понимает, что он связывается с бесчестными пиратами, а Черуб решает прибрать всё золото Эвери себе. Сквайр тоже хочет найти золото, в то время как Доктор убеждается, что слова старосты — ключ. Он находит имена Рингвуд, Смолбир и Гарви на могилах в гробнице, но прибывают другие кладоискатели. Черуб ранит сквайра и заставляет Доктора выдать ключ. Черуб заключает, что Дэдмен — также имя одного из пиратов Эвери, но его убивает мстительный Пайк, который угрожает всей деревне грабежом в поисках сокровищ. Доктор торгуется с ним за жителей деревни, и тот соглашается сохранить им жизнь, если Доктор найдёт ему сокровища, и они находят их в рядом с четырьмя могилами.
Прибывает Блейк с вооружённым патрулём. С помощью раненого сквайра, покаявшегося с своих прегрешениях, Блейк убивает Пайка, и пираты терпят поражение. Битва заканчивается, Доктор с напарниками направляются на ТАРДИС, и говорит, что суеверия — странные вещи, но часто говорящие нам правду.

## Трансляции и отзывы
| Эпизод            | Дата показа      | Продолжительность | Телезрители (в миллионах) | Archive                            |
| ----------------- | ---------------- | ----------------- | ------------------------- | ---------------------------------- |
| «Эпизод 1»        | 10 сентября 1966 | 24:36             | 4,3                       | Only stills and/or fragments exist |
| «Эпизод 2»        | 17 сентября 1966 | 24:27             | 4,9                       | Only stills and/or fragments exist |
| «Эпизод 3»        | 24 сентября 1966 | 23:55             | 4,2                       | Only stills and/or fragments exist |
| «Эпизод 4»        | 1 октября 1966   | 23:37             | 4,5                       | Only stills and/or fragments exist |
| [ 1 ] [ 2 ] [ 3 ] |                  |                   |                           |                                    |